# Lijst van uitdrukkingen en gezegden uit de sport
Dit is een lijst van uitdrukkingen en gezegden uit de sport. Bij sportwedstrijden wordt er altijd commentaar gegeven. Bij deze commentaren wordt de Nederlandse taal verrijkt met nieuwe woorden. De meeste woorden genieten doorgaans slechts een kortstondige populariteit.
Niet alleen de commentatoren doen roemruchte uitspraken. Een gevleugelde uitdrukking van Ernst Happel luidde "Kein geloel, Fussballen!" Dit artikel gaat niet over memorabele uitspraken, zoals Kein geloel, maar om woorden, termen en uitdrukkingen die voor een periode zijn ingeburgerd in de Nederlandse taal.

## Onderwerpen

### Algemeen
- Hatelijke nul: Als een van de partijen op nul punten blijft staan, terwijl de andere een hoge score bereikt. De nul moet bij voorkeur worden weggewerkt.
- In de boeken: Wanneer een prestatie een record oplevert, wordt dit voor eeuwig vastgelegd. Door veelvuldig gebruik door verslaggever Mart Smeets is de betekenis verruimd: elke eindtijd wordt "in de boeken" gezet.
- In vorm zijn: In staat zijn om maximaal te presteren, dit lukt meestal niet het hele seizoen.
- Met de handrem erop spelen: Niet voluit gaan.

### Autosport
- De auto resetten: Als een Formule 1-bolide een mankement vertoont, kan (als laatste redmiddel) het probleem opgelost worden door alle computersystemen in de bolide te resetten.
- Erbij is een, er voorbij is twee: Een auto bijhalen is makkelijker dan er daadwerkelijk voorbij gaan (Olav Mol).
- Er voorbij fietsen: inhalen (Olav Mol).
- Kamelengras: Kamelengras is een term die voortkomt uit de Dakar-rally en is een van de grootste obstakels die de deelnemers aan de rally onderweg kunnen tegenkomen. Het komt vooral veel voor in Mauritanië en is een grassoort waarmee kamelen zich voeden. De wortels van het kamelengras liggen diep in de zanderige ondergrond. Wanneer banden van auto's, trucks of motoren in contact komen met kamelengras ondervindt het voertuig plotseling een grote weerstand, waardoor de controle over het voertuig verloren kan gaan.
- Op een ronde zetten: coureurs inhalen waarbij ze een ronde minder rijden. Gebeurt wanneer koplopers achterblijvers inhalen.
- Rijdende chicane: achterblijvers die een extra hindernis vormen om erlangs te gaan.
- Trappen: gas geven.
- Trulli-Train: in de kwalificatie relatief sneller zijn dan in de race, waardoor de in de race snellere auto's door een opstopping kort op elkaar rijden en als het ware een trein vormen. Een verschijnsel dat zich regelmatig voordeed achter Jarno Trulli.
- Verkeer: achterblijvers die door snellere coureurs op een ronde gezet worden.

### Schaken
- De ongelukkige meende de bal met het hoofd te moeten spelen.[1]
- De rest is techniek. Het eindspel wordt nu gemakkelijk gewonnen.
- Hier speelt men dan a4. Of een andere zet.[1]
- Een kleintje onversneden. (Jhr. Arnold van Foreest)[2]
- Met wederzijdse kansen. Als de commentator niet weet wie er beter staat.
- Nu volgt een fraai slotakkoord. De partij wordt afgerond met een mooie combinatie.
- Te laat, te laat, sprak Winnetou, het zaad is al naar binnen toe. De fout is al gemaakt.
- Tot hier was alles theorie. Deze openingszetten zijn nog bekend uit de literatuur.
- Wat kan de natuur toch mooi zijn. Als de bedoeling van de gespeelde zetten duidelijk wordt (Nico Cortlever).[3]
- Wat nu, wat nu, zei Pichegru: zeggen schakers vaak als ze even niet weten wat ze moeten doen en nadenken over een volgende zet.[4]

### Schaatsen
- Aanpikken (Mart Smeets): na ingehaald te zijn, bijvoorbeeld tijdens een Elfstedentocht, het tempo kunnen volgen van degene door wie men is ingehaald (ook bij wielrennen).
- Blikrus (Hein Vergeer): een uitdrukking die werd gebruikt om een nieuwe onbekende Rus te beschrijven, die vanuit het niets om de medailles meereed.
- Dansen op het ijs (Martin Hersman): Tijdens het Wereldkampioenschap schaatsen allround 2008 zei Hersman tijdens de afsluitende 5 km van Paulien van Deutekom dat ze danste op het ijs. Het ritme lag bij haar hoog, in tegenstelling tot Ireen Wüst de rit ervoor, die een laag ritme had.
- Het schaatsen is in heel Nederland wereldberoemd (Mart Smeets): Dit werd in een periode gezegd dat Nederlanders het schaatsen domineerden en de belangstelling voor deze sport in andere landen nauwelijks nog aanwezig was.
- Hupje: de dynamische beweging die typerend is voor Bart Veldkamp.
- Klunen: Klunen is een Fries leenwoord dat lopen op schaatsen betekent. Bij schaatstochten is het niet altijd mogelijk de gehele tocht op de schaats af te leggen. Zo is het ijs onder bruggen vaak te dun of afwezig of heeft de scheepvaart wateren open gehouden. In dat geval dienen de schaatsers over land hun tocht voort te zetten; dit lopen op schaatsen noemt men klunen.
- In het schot vallen: vrijwel gelijk met het startschot beginnen met de rit.
- Schaatsbelg: iemand met een andere dan de Belgische nationaliteit die, om de selectiecriteria van de bond uit het land van herkomst te ontwijken, (ook) de Belgische nationaliteit aanneemt en vervolgens voor de Belgische schaatsbond uitkomt. De Nederlandse schaatser Bart Veldkamp was de eerste die het predicaat "schaatsbelg" ontving.

### Snowboarden
- Een Sauerbreijtje lopen: Een term die werd gebruikt ten tijde van de Olympische Winterspelen 2002 toen Nicolien Sauerbreij haar snowboard tijdelijk afstond aan een Oostenrijkse waxer en daardoor het board verkeerd gewaxt terugkreeg. Het gevolg was een zeer slechte run met uitschakeling als gevolg. Ze liep dus min of meer een blauwtje, oftewel een Sauerbreijtje. Vier jaar later liep ze wederom tegen een Sauerbreijtje op toen ze na een val van tegenstandster Amelie Kober alsnog de opgebouwde voorsprong van 1,5 seconde verspeelde. Er werd toen echter in de media niet gesproken over een Sauerbreijtje lopen. (herkomst 2002)

### Tennis
- One-hander-lander: enkelhandige backhand.
- Uitbreaken: de wedstrijd winnen door middel van het breken van de service van de tegenstander.
- Dropshot-headshot: het willen winnen op een onsportieve wijze.
- Cheap points: punten die makkelijk te verdienen zijn tegen zwakke spelers.
- Gladde handjes: het meerdere malen wegwerpen van het racket.
- Kickvolley: het spelen van een volley waar behoorlijk wat rotatie aan de bal wordt meegegeven.
- Trekhengel: De speler in kwestie geeft de bal zoveel spin mee dat de tegenstander achter in het hek gedwongen wordt.
- Smashfoutje: tijdens een rally een aanvallende bal het park uit slaan.
- Choken of spelen met een dikke arm: de druk niet meer aankunnen bij een ruime voorsprong.[5]

### Voetbal
- De bal is rond – "Maar ja, de bal is rond"; slotzin na uitgebreide voorbeschouwing door journalist en/of speler, aangevende, dat het toch allemaal anders kan gaan lopen, dan verwacht.
- Boekje van Jan Reker – Met het boekje van Jan Reker wordt een vermeend notitieboekje bedoeld dat in het leven werd geroepen door voormalig voetbaltrainer Jan Reker. In het boekje zouden de namen van voetballers zijn opgenomen, met daarbij de voorkeurshoek waar die speler een strafschop in zou schieten. Het werkelijke bestaan van het boekje is nooit door iemand anders dan Jan Reker en Hans van Breukelen bevestigd. Na de finale van het EK 1988, waarin doelman Hans van Breukelen de strafschop van Ihor Bilanov wist te stoppen, werd gezegd dat hij vast in het boekje van Jan Reker had gekeken. Voorafgaand aan de bewuste strafschop liet Van Breukelen aan Ihor Bilanov weten waar ie zou gaan schieten door naar zijn oog te wijzen. Hij zou vóór elke wedstrijd bestudeerd hebben hoe tegenstanders gewoonlijk een strafschop namen. Volgens Reker zelf heeft het boekje nooit bestaan, maar was het een kaartenbak.[6]
- Een Van Breukelen-moment – Edwin van der Sar wilde bij de strafschoppenserie tussen Manchester United en Chelsea FC tijdens de Champions League-finale 2008 zijn Van Breukelen-moment hebben. Hiermee bedoelde hij dat hij de beslissende strafschop van Chelsea wilde tegenhouden. Hij verwees hiermee naar de finale van de Europa Cup I in 1988 tussen PSV en SL Benfica, waarbij Hans van Breukelen de beslissende strafschop van Benfica stopte.
- Brilletje van Van Daele – Toen Feyenoord in 1970 om de Wereldbeker speelde tegen Estudiantes de la Plata scoorde Joop van Daele het beslissende doelpunt. Tijdens de vreugdedans daarna werd zijn ziekenfondsbril afgerukt door de Argentijn Oscar Malbernat. Die gaf hem aan zijn ploeggenoot Carlos Pachame, die op zijn beurt de bril platstampte. Het brilletje werd in een aantal liederen bezongen. (herkomst 1970)
- Grobbelaarshow – Doelend op de strafschoppenserie in de finale van de UEFA Champions League 2004/2005, waarin doelman Jerzy Dudek van Liverpool FC dansend op de doellijn de spelers van de tegenpartij AC Milan uit de concentratie probeerde te krijgen. Hij had succes en stopte enkele strafschoppen waardoor Liverpool de wedstrijd won. Bruce Grobbelaar, eveneens een doelman van Liverpool maakte deze bewegingen reeds in een ver verleden. Dudek verklaarde na afloop ook daadwerkelijk aan de capriolen van Grobbelaar te hebben gedacht en er gebruik van te hebben gemaakt onder het motto van "Ik dacht laat ik het eens proberen". (herkomst 2005)
- Een Hand-van-God-goal is een goal die gescoord wordt, nadat de bal wordt meegenomen met de arm maar niet bestraft door de scheidsrechter. Naar Diego Maradona tijdens het Wereldkampioenschap voetbal 1986.
- Op zijn Italiaans – Verwijzend naar de Italiaanse manier van verdedigen van een 1-0-voorsprong. PSV won op 12 november 2006 van Ajax met 1-0 en speelde deze wedstrijd op de Italiaanse wijze uit. Op de Italiaanse manier verdedigt de ploeg met de hele ploeg de voorsprong en probeert daar waar mogelijk, de wedstrijd kapot te maken en loerend op de counter.
- Een Jan van Grinsven – Verwijzend naar een keeper die scoort, veel gebruikt op een site over keepers. Vernoemd naar Jan van Grinsven die in op 8 juli 1985 in de slotminuut de 2-2 scoorde in de wedstrijd van FC Den Bosch tegen Roda JC.
- Kopbal á la Beb Bakhuys – Verwijzend naar Beb Bakhuijs, voor een vallende kopbal. Een goal, waarmee Beb Bakhuys beroemd is geworden in 1934.
- Omam-Biyik – Een voetbalterm, genoemd naar de voormalige Kameroense voetballer François Omam-Biyik. Een Omam-Biyik is een doelpunt dat is gescoord middels een geweldige kopkracht, in combinatie met een hoge sprong. (herkomst 1990)
- Remontada. Bijna onmogelijk geachte terugkomst vanuit een (grote) achterstand. In 2017 won Paris Saint-Germain met 4-0 van FC Barcelona in de achtste finales van de Champions League. De terugwedstrijd won Barcelona wonderbaarlijk met 6-1 en bekerde verder. Dit begrip wordt soms ook vertaald naar de taal van de clubs waarvan een terugkomst vereist wordt, zoals de Italiaanse Rimonta toen AS Roma in 2018 in de kwartfinales tegen Barcelona terugkwam van een 4-1 achterstand en zich plaatste voor de halve finales.

### Volleybal
- Bankrasmodel – Het Bankrasmodel is de naam voor de revolutionaire aanpak waarbij een groep getalenteerde volleyballers, onder bezielende leiding van de coach Arie Selinger, zich volledig inzette om het hoogst bereikbare in hun sport te bereiken. De selectie voor het Nederlands volleybalteam speelde niet in de nationale competitie, maar trainde uitsluitend voor internationale wedstrijden. De aanpak resulteerde in het behalen van olympisch zilver in Barcelona 1992 en goud in Atlanta 1996.

### Wielrennen
- À bloc: voluit, met volle inzet, rijden.
- Treintje oproken: te snel haken een aantal ploeggenoten af die de sprinter naar de finish moeten brengen.
- Aan de boom schudden: hard doorrijden om tegenstanders in de kopgroep te lossen, vooral bergop.
- Aan het elastiek hangen: achter in een groep fietsen en op het punt staan gelost te worden.
- Achterwielrenner (ook: wieltjeszuiger): wielrenner die steeds achter een ander aanrijdt en niet op kop gaat. Gezegd door Eddy Merckx over Joop Zoetemelk.
- Als Jan Janssen de Tour kan winnen kan mijn schoonmoeder het ook. (Kees Pellenaars)
- De Tour de France win je in bed. Goed slapen is essentieel om te herstellen. (Joop Zoetemelk)
- Binnenband: inspuiting in de ader.
- Chasse patate: een of meer renners die ondanks een zware inspanning niet de voorste renner(s) weten te bereiken en langzaam maar zeker worden bijgehaald door de groep waaruit ze zijn ontsnapt. Bijvoorbeeld een groepje renners dat uit het peloton ontsnapt om naar een kopgroep te rijden, maar halfweg blijft hangen. Ze slagen er kilometers lang niet in de kopgroep te bereiken, maar ze zijn ook te ver voorop om zich nog te laten inhalen door het peloton. Zoals taal- en sportkenner Mark Uytterhoeven ooit opmerkte: "Je voelt je redelijk onnozel, 'en chasse patate'."
- Bolletjestrui: trui met rode stippen die in de Ronde van Frankrijk aan de leider in het bergklassement (de bergkoning) wordt gegeven; in het Frans: "maillot à pois" ("erwtjestrui"). De leider zelf wordt ook "de bolletjestrui" genoemd, net zoals de leider in het algemeen klassement ("de gele trui") of in het puntenklassement ("de groene trui").
- Boterham met pindakaas: "Je rijdt de Tour niet op een boterham met pindakaas", dat wil zeggen niet zonder verboden middelen, opmerking toegeschreven aan Gerrie Knetemann.
- De bus: groep renners die niet mee kan in de bergetappes en gezamenlijk in een rustiger tempo naar de finish fietst. De chauffeur van de bus is doorgaans een ervaren renner die het tempo zodanig regelt dat de groep nog binnen de toegelaten tijd aan de finish komt.
- De deur dichtdoen: (bij een sprint) van de eigen lijn afwijken en daardoor de tegenstander de pas afsnijden.
- De dood of de gladiolen: (in de laatste fase van een wedstrijd) zo hard mogelijk fietsen en maar kijken wat het resultaat is: de bloemen of helemaal niks.
- De koers hard maken: groepsgewijs een hoog tempo rijden, waardoor ontsnappingen worden bemoeilijkt.
- De sprint aantrekken: op ruime afstand van de streep zo hard mogelijk rijden zodat de kopman in een ideale positie kan beginnen met sprinten.
- De Tour wacht op niemand: er is geen mededogen met pechvogels in de Tour de France.
- Door de wind boren: met wind pal op kop voor het peloton proberen te blijven.
- Doorkachelen (Gerrie Knetemann): met het verstand op nul hard blijven doorfietsen.
- D'r op en d'r over: een renner of groep bijhalen, en vervolgens direct voorbij rijden.
- Derde bal: Een blessure die begint met een puistje in de bilnaad dat door druk en wrijving uitgroeit tot een ontsteking ter grootte van een ei.
- Een gat laten vallen: een of meer renners laten wegrijden, al dan niet met opzet.
- Een gat toe rijden: een achterstand goedmaken.
- Een jasje uitdoen: een inspanning leveren, een stuk uit de reserves putten.
- Een koffiemolentje draaien: met een zeer kleine versnelling rijden.
- Een kwak geven: tijdens de sprint bewust iemand opzij zetten door een bruuske manoeuvre.
- Een loper: een beklimming die geleidelijk aan steiler wordt en geen bruuske afwisseling in percentages kent (Michel Wuyts)
- Een waaier trekken: bij zijwind rijden de renners het liefst schuin achter elkaar, zodat de renners (behalve de eerste) uit de wind rijden. Wanneer zo de ganse breedte van de weg gebruikt is en er geen plaats meer is, komt de volgende renner in de wind en zal die het moeilijker krijgen om te volgen. Omdat hij in feite verplicht wordt om een nieuwe waaier te vormen, kan hij en de rest van het peloton "eraf gereden worden". (Verwant: (het peloton) op de kant zetten.)
- Een wapper krijgen: hongerklop krijgen, te weinig gegeten hebben waardoor het lichaam ineens niet meer in staat is tot grote fysieke inspanning.
- Elkaar bij de keel vasthouden (Maarten Ducrot): Wanneer klassementsrenners elkaar geen strobreed toegeven in de strijd om de koppositie. Daarmee wurgt de klassementsrenner ook zijn eigen kansen. Vaak wordt gedacht: 'Ik niet, dan mijn concurrent ook niet.'
- En danseuse: recht op de trappers bergop rijden en zwaaiende bewegingen maken met het lichaam.
- Er een snok aan geven: extra hard gaan rijden.
- Eraf gepierd worden (Maarten Ducrot): het tempo niet meer kunnen volgen.
- Erbij liggen (Maarten Ducrot): deel uitmaken van een valpartij.[7]
- Ervanonder muizen wegspringen, demarreren op een onopvallende manier.
- Gekookt zijn (Maarten Ducrot): uitgeput door inspanning of warmte
- Geparkeerd staan: nauwelijks nog bergop kunnen fietsen zodat men bijna stilstaat.
- Gesneden brood: groeihormonen.
- Gestrekt tempo: rijden met hoog tempo, net niet maximaal.
- Goede benen hebben: in goede vorm verkeren.
- Grinta (Italiaans): hardnekkigheid, verbetenheid (veel gebruikt door Michel Wuyts op de Vlaamse televisie).
- Het gat dichten/dichtrijden: aansluiting krijgen met een voorligger.
- Het moet uit het eelt van zijn tenen komen (Mart Smeets): het kost hem grote inspanning.
- Een ander het snot voor de ogen rijden: hem afpeigeren en zo goed als eraf fietsen (vgl. opgebaard ...).
- Hij is gezien: hij is verslagen, op achterstand gereden.
- Hij trapt de kinderkopjes uit de kasseistrook (Mart Smeets): zeer hard over een kasseistrook fietsen.
- Hij zit in een zetel: hij zit in een zeer voordelige positie als de sprint begint.
- Hij zit te harken (met zijn hol open) (Gerrie Knetemann): hij rijdt zwoegend.
- Hoogerlandje: Een Hoogerlandje verwijst naar een (bijna) aanrijding tussen een auto en een wielrenner. Naar aanleiding van de aanrijding van een jurywagen en Juan Antonio Flecha, waarbij Johnny Hoogerland gekatapulteerd werd en in het prikkeldraad terechtkwam. Dit gebeurde tijdens de negende etappe van de Ronde van Frankrijk 2011. Het werd op de Nederlandse televisie onder andere gemeld tijdens het Wereldkampioenschap wielrennen 2011. (herkomst 2011)
- Hongerklop: plotselinge uitputting door tekort aan koolhydraten.
- Iemands karretje in de poep rijden (Gerrie Knetemann): geheel tegen de tactiek van een tegenstander in koersen.
- In de boter trappen: erg soepel fietsen.
- In iemands wiel springen: achter een tegenstander aan gaan.
- In/uit de wind rijden
- Jus (in de benen): genoeg energie om hard te fietsen.
- Kever: een dosis testosteron.
- Linkeballen: tactisch manoeuvreren aan het eind van een koers, dat wil zeggen maar weinig kopwerk doen.
- Lossen: niet mee kunnen komen met een groep of het peloton.
- Lachend naar het rood: met gemak de leiderstrui pakken of behouden (in de Vuelta).
- De man met de hamer tegenkomen: in korte tijd compleet uitgeput raken.
- Mmeesterknecht: ploeggenoot die veel werk verzet voor zijn kopman; ook wel adjudant of wegkapitein genoemd.
- Met je hol open zitten: zitten zwoegen om mee te kunnen (Gerrie Knetemann).
- Mongolenwaaier: groep gelosten.
- Musette: etenszakje.
- Namen zeggen me niks. Rugnummers moet ik hebben. Barend Barendse, reagerend op een mededeling dat Pflimlin gevallen was.
- Met een neuslengte (ook: banddikte) verschil winnen: winnen met een klein verschil.
- Het nieuwe wielrennen: wielrennen zonder doping, term ingevoerd na de doping-affaires van 2006 en 2007.
- Op de grote molen: met een groot verzet, een grote versnelling op de fiets rijden.
- Opgebaard over de meet komen nadat je je het snot voor de ogen hebt gereden (Gerrie Knetemann): dodelijk vermoeid de finish bereiken.
- Op het rooster leggen: De renners worden door de beste in de groep helemaal kapotgereden.
- Op karakter fietsen: het fietsen niet opgeven ondanks pijn (door kwetsuur).
- Op souplesse rijden: de trappers met een efficiënte techniek rondbewegen, met een hoog aantal omwentelingen.
- Pap in de benen hebben in slechte vorm verkeren.
- Parijs is nog ver: uitdrukking die toegeschreven is aan Joop Zoetemelk, wil aangeven dat de strijd nog niet gestreden is, dat de prijzen aan de eindmeet worden uitgedeeld.
- Patat krijgen: een sportieve draai om je oren krijgen.
- Pocketklimmer: relatief kleine lichte renner die goed kan klimmen. Ook wel berggeit genoemd.
- Er een snok aan geven: een laatste krachtexplosie [Gerrie Knetemann].
- Het skoekeloen in rijden: het ravijn in rijden.
- Een spervuur van demarrages: talrijke demarrages aan het eind van een wedstrijd of etappe.
- Spurtbom: begenadigde spurter met explosieve, krachtige stijl.
- Ze staan stil: die groep heeft een relatief laag tempo.
- Stervende zwanen: een uitdrukking die af en toe door Michel Wuyts gebruikt wordt. Het is veelal een spurt tussen twee renners (of meerdere) die na een immense krachttoer nog een inspanning moeten leveren.
- Stoempen: (variante van stampen) fietsen op kracht met weinig techniek vnl. op zwaar terrein (berg, kasseien, modderige grond). Vgl. op karakter fietsen.
- Surplacen: balancerend stilstaan op de fiets om zo een tegenstander ongewild de leiding op te dringen; het bijpassende zelfstandig naamwoord luidt surplace (van Frans sur place, "ter plaatse").
- Het lijkt op een tandartsenpraktijk: elke keer alle gaatjes dichtrijden na een demarrage (Maarten Ducrot tijdens de Ronde van Frankrijk 2008).
- Tekentafelwielrennen: Wanneer vooraf vrijwel zeker bekend zal staan, wie de wedstrijd zal gaan winnen. (herkomst Proloog van de Ronde van Frankrijk 2012 door Herbert Dijkstra)
- Met twee vingers in de neus een overwinning behalen: makkelijk winnen.
- Uitgewoond zijn (ook: uitgepierd zijn): uitgeput zijn.
- Vals plat: licht oplopend, schijnbaar vlak stuk van het parkoers.
- Verdapperen: harder gaan rijden.
- Vierkant draaien: niet vlot fietsen (vooral door technische tegenslag of vete in de ontsnappende groep).
- Viezerikje: segment van een beklimming die je dwingt in het rood te gaan (Peter Kaag).
- Virtueel in het geel rijden (Ronde van Frankrijk): renner die tijdens de etappe zo'n voorsprong heeft dat hij de gele leiderstrui zou dragen als de rit op dat moment zou eindigen.
- Wandeletappe: een etappe van een wielerkoers waarin heel langzaam wordt gefietst.
- Wapper: hongerklop.
- We gaan fietsen (Mart Smeets): ter inleiding van televisiecommentaar op een wielerwedstrijd. Tijdens de wedstrijd, wanneer de renners na een gezapige rit in peloton serieus gaan koersen.
- Wegkletsen: demarreren.
- Wesp: aranesp, een soort super-epo (gebruikt in de zaak Johan Museeuw).
- Wieltjeszuiger (ook: achterwielrenner): wielrenner die steeds achter een ander aan rijdt en niet op kop gaat. Gezegd door Eddy Merckx over Joop Zoetemelk.
- Zwemmen: tussen twee groepen in fietsen zonder dat de eerste groep wordt ingehaald (vgl. chasse patate).

## Voetnoten
1. 1 2  Ed van Eeden, Schaaktaal,  Bzzlletin. Jaargang 25 (1995-1996)
2. ↑  Schaakclub Oud Zuylen Utrecht
3. ↑  Zie ook: " Tim Krabbé, "Wat is de natuur toch mooi", Algemeen Dagblad, 16 februari 2002
4. ↑  "Wat nu, wat nu", zei Pietje Cru, Chessity, 3 mei 2016
5. ↑  entennis.nl
6. ↑  Wie neemt de strafschoppen?, ook over het "Boekje" van Reker.
7. ↑  Cycling Story, 10 juli 2016. Gearchiveerd op 29 januari 2024.